# Ana Dalila Gómez Baos
Ana Dalila Gómez Baos (Bogotá es una líder y activista colombiana defensora de los derechos fundamentales y colectivos del pueblo Rrom o gitano. Es la primera mujer Rom colombiana en tener un título universitario, y se encuentra entre las 100 mujeres gitanas más influyentes del mundo.

## Trayectoria
Gómez pertenece a la Kumpania de Colombia. Es hija de Kolya y nieta de Yoska, y pertenece al clan Bolochok-Mijháis. Sus ascendientes llegaron desde Francia y España, aunque afirma que “Nosotros nacemos en todas partes, somos de donde estamos”. Además, es la tercera generación de una familia llegada de la región de Punyab. Respetuosa de la tradición, cada dos años se muda de casa para mantener la trashumancia.
Terminó el bachillerato y se graduó en Ingeniera industrial de la Universidad Distrital Francisco José de Caldas especializándose en Gestión y Planificación Urbana Regional. También realizó la carrera de derecho en la Universidad La Gran Colombia. Es la primera mujer Rom colombiana en tener un título universitario.
Ha sido Coordinadora General del Proceso Organizativo del pueblo Rrom Gitano de Colombia (PRORROM) y enlace internacional del Consejo de Organizaciones y Kumpeniyi Rom de las Américas (SKOKRA). Estas organizaciones son fundamentales en la construcción de la memoria colectiva del pueblo Rom en América Latina y Colombia. PRORROM se creó en 1999 para ser reconocido como un pueblo tribal y grupo étnico del país y de América Latina en defensa de sus derechos y pervivencia.
En 2005, Gómez se encargó de promover la inclusión de una agenda política a nivel nacional e internacional que dio como resultado la inclusión de estrategias de desarrollo social y organizativo del Pueblo Rrom en los cuatro siguientes planes nacionales y distritales de desarrollo, promoviendo también la inclusión de la variable gitana en el Censo General. Además, asesoró a diferentes entidades gubernamentales como el DNP, DANE, Ministerio de Cultura, Ministerio del Interior, Alcaldía Mayor de Bogotá, entre otras.
En 2010, colaboró en la construcción de la Ley de Lenguas Nativas 1381 expedida por el Ministerio de Cultura, donde se reconoció la lengua romaní como parte de la lengua de Colombia; así como en la lucha para obtener la expedición del Decreto 2957 del 6 de agosto de 2010 de la mano de la kumpania de Colombia, promovido por el Ministerio del Interior y de Justicia, cuyo objetivo es reconocer, visibilizar y defender los derechos del Pueblo Rrom Gitano.
Al año siguiente, en 2011, Gómez promovió la inclusión del pueblo Rrom en la Ley 1448 de 2011 o Ley de víctimas y restitución de tierras en Colombia, materializando y proyectando el Decreto con fuerza de Ley para el pueblo Rrom 4634 DE 2011 “Por el cual se dictan medidas de asistencia, atención, reparación integral y restitución de tierras a las víctimas pertenecientes al pueblo Rrom o Gitano". Adicionalmente, promovió y proyectó el Decreto 582 de 2011 para la política pública del pueblo Rrom en el Distrito Capital que permite mejorar las condiciones de vida de este grupo étnico desde su integridad étnica y cultural.

## Obra
- 2011 – Pueblo Rrom - gitano - de Colombia: haciendo camino al andar. Departamento Nacional de Planeación. Accesible en PDF. ISBN 978-958-8340-64-7.[9]

## Reconocimientos
Debido a su activismo, Gómez se ha posicionado en el número 53 de la lista de las 100 mujeres gitanas más influyentes elaborada por la revista digital feminista española Pikara Magazine. En esta lista, elaborada por las feministas gitanas Silvia Agüero Fernández y Lola Fernández Moreno, se reconoce la labor de las mujeres relacionadas con el pueblo Romaní en ámbitos como la academia, el arte, la educación, la política, literatura, entre otras.